# Brachylophus fasciatus
Brachylophus fasciatus, cunoscută sub numele de iguana cu bandă din Lau, este o specie de șopârlă arboricolă endemica în Insulele Lau din partea de est a arhipelagului Fiji. Această specie se găsește și în Tonga, dar se crede că a fost introdusă de oameni. Este una dintre cele mai izolate geografic specii din familia Iguanidae și una dintre puținele iguane care trăiesc în afara Lumii Noi.
Iguana cu bandă din Lau este o specie diurnă, petrecându-și zilele căutând hrană, încălzindu-se și supraveghindu-și teritoriile ziua și retrăgându-se în vârful copacilor pe timp de noapte. Această specie este considerată de guvernul din Fiji ca fiind o comoară națională, imaginea sa fiind prezentată pe timbre poștale, monede și coperți de cărți de telefon.

## Etimologie și taxonomie
Iguana cu bandă din Lau a fost descrisă pentru prima dată de zoologul francez Alexandre Brongniart în 1800. Numele generic, Brachylophus, provine din două cuvinte grecești: brachys (βραχύς) care înseamnă „scurt” și lophos (λόφος) care înseamnă „creastă” sau „penaj”, ceea ce denotă crestele scurte și spinoase de pe spatele acestei specii. Denumirea specifică, fasciatus, este un cuvânt latin care înseamnă „cu benzi”.
Această specie este strâns înrudită cu B. bulabula, B. gau și B. vitiensis. Se crede că genul Brachylophus descinde din strămoși care au traversat cu pluta 9.000 de kilometri spre vest, prin Oceanul Pacific, din America, unde se găsesc cele mai apropiate rude ale lor. De asemenea, există sugestii că aceste iguane descind dintr-o descendență mai răspândită de iguanide din Lumea Veche (în prezent dispărute) care au deviat de rudele lor din Lumea Nouă în Paleogen. Cu toate acestea, nu au fost găsiți alți membri ai presupusei descendențe, vii sau fosile, în afara Fiji și Tonga.

## Aria de răspândire și habitat
Iguana cu bandă Lau este o specie endemică în Insulele Lau din Fiji, cu o arie de răspândire cunoscută care se întinde de la Vanua Balavu, în nord, până la Fulaga și Ogea, în sud, incluzând cel puțin 11 insule. În trecut, această specie a fost semnalată din Moce și Oneata și este posibil să fi fost prezentă cândva în întregul grup Lau.
În urmă cu aproximativ 300 de ani, iguana cu bandă Lau a fost introdusă în Insulele Tonga. Acest lucru s-a întâmplat, probabil, după ce Brachylophus gibbonsi, care era specia nativă din Tonga, a fost dus la dispariție.

## Descriere

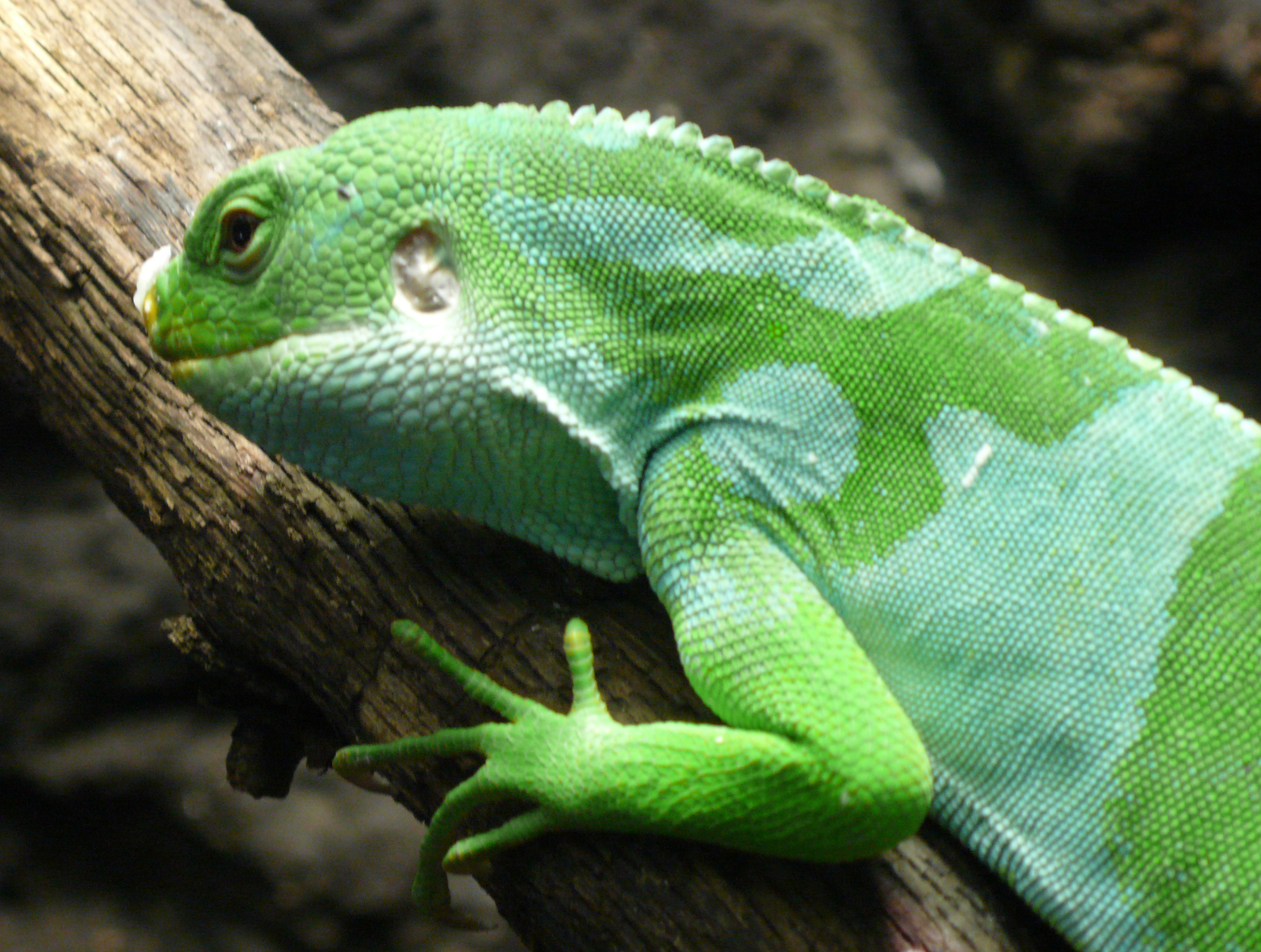
Prim-plan al unui mascul de iguană cu bandă din Fiji.

Iguana cu bandă Lau prezintă dimorfism sexual, masculii având două sau trei benzi albe sau albastre deschis, cu o lățime de 2 centimetri, care traversează fundalul lor verde-smarald, cu un șir de pete și dungi pe regiunea nucală. Femelele, în schimb, sunt de culoare verde solid, cu pete ocazionale sau benzi parțiale. Atât masculii, cât și femelele au partea inferioară galbenă. Iguanele cu bandă din Fiji pot atinge o lungime de 60 de centimetri măsurată de la bot la vârful cozii și o greutate corporală de până la 200 de grame. Creasta acestor iguane este scurtă, ajungând la o lungime de 0,5 centimetri.
Deși există ușoare variații între populațiile insulare, acestea nu au fost bine descrise. Animalele din Tonga sunt mai mici și mai slabe și au fost descrise anterior ca B. brevicephalus.
Pielea acestei specii este sensibilă la lumină, iar iguanele își pot schimba culoarea pielii pentru a se potrivi cu fundalul pe care se află.

### Comportament
Iguana cu bandă Lau este o specie diurnă, petrecându-și zilele căutând hrană, încălzindu-se și supraveghindu-și teritoriile ziua, iar noaptea se retrage în vârful copacilor. Masculii iguanei sunt foarte vizuali și își apără agresiv teritoriile de masculii rivali.  Pentru a-și accentua prezența și a intimida intrușii, iguanele își intensifică colorația verde și își mișcă capul, atacându-i cu gura deschisă. Adesea, își extind și flutură pleoapele pentru a crește dimensiunea profilului, urmând apoi lupte violente între ei.

### Dieta
Iguanele cu bandă sunt animale erbivore, ceea ce înseamnă că se hrănesc exclusiv cu plante. Acestea consumă o varietate de alimente vegetale, inclusiv frunze, fructe și flori de copaci și arbuști. Iguanele cu bandă din Lau au o preferință specială pentru florile de hibiscus care cresc pe arborele Vau (Hibiscus tiliaceus), precum și pentru fructe precum banana și papaya.
Deși puii de iguană cu bandă crescuți în captivitate pot fi observați consumând insecte, adulții nu se hrănesc de obicei cu acestea.

### Reproducerea
Curtarea iguanelor cu bandă din Lau este similară cu cea a altor iguanide. Masculii se apropie de femele și încearcă să le impresioneze prin lovirea lor cu limba pe spate, membrelor anterioare și regiunilor nucale, după o serie de mișcări rapide ale capului. Perioada de împerechere are loc în luna noiembrie, ceea ce marchează începutul sezonului de reproducere.
Iguana cu bandă din Lau este ovipară, ceea ce înseamnă că depune ouă. Acestea au o perioadă lungă de incubație, care durează între 160 și 170 de zile. În mod neobișnuit pentru iguanide, femelele păzesc cuibul de trei până la șase ouă. După eclozarea ouălor, puii ies la suprafață în sezonul ploios și își obțin umezeala lingând frunzele umede din mediul lor înconjurător.

## Legături cu oamenii

### Folclor
Iguana cu bandă din Fiji este cunoscută sub numele fijian „vokai”, dar există și triburi care o numesc „saumuri”. Două triburi din Fiji consideră iguana drept totemul lor și, ca atare, este interzis să se menționeze numele acestui animal în prezența femeilor. Încălcarea acestei reguli poate fi sancționată prin bătaie cu un băț. Cu toate acestea, majoritatea locuitorilor din Fiji sunt îngroziți de iguane, datorită comportamentului lor agresiv atunci când sunt amenințate. În astfel de situații, iguana cu bandă din Fiji își deschide gura și se înnegrește în culoare, pregătindu-se să se apere. De asemenea, poate să se năpustească asupra atacatorilor pentru a-și proteja teritoriul și a-și asigura supraviețuirea.

### Amenințări
Iguana cu bandă din Fiji se confruntă cu multiple amenințări, cea mai mare fiind pierderea habitatului natural. Aceasta este cauzată de dezvoltarea agricolă, incendiile de vegetație, furtunile și competiția cu alte animale, cum ar fi caprele sălbatice.
O altă amenințare importantă o reprezintă prădătorii introduși de om, cum ar fi șobolanii, mangustele și pisicile, care vânează iguanele și ouăle acestora. Acești prădători introduși pot provoca daune grave ecosistemului și pot duce la extincția speciilor native.
În plus, iguana cu bandă din Fiji a fost vânată pentru carne și pentru comerțul ilegal cu animale exotice, ceea ce a dus la o reducere semnificativă a populației acestei specii. Aceste amenințări grave fac necesară protejarea iguanei cu bandă din Fiji și a habitatului său natural, pentru a asigura supraviețuirea acestei specii în viitor.

### În captivitate
Începând cu anul 1982, guvernul din Fiji a afirmat că întreaga populație de iguane cu bandă din Fiji aflată în grădinile zoologice din lumea întreagă a fost obținută ilegal sau provine din animale de contrabandă. Practic, toate cele aproximativ 50-100 de iguane cu bandă din grădinile zoologice americane au fost obținute fără știrea sau consimțământul guvernului din Fiji.

## Galerie

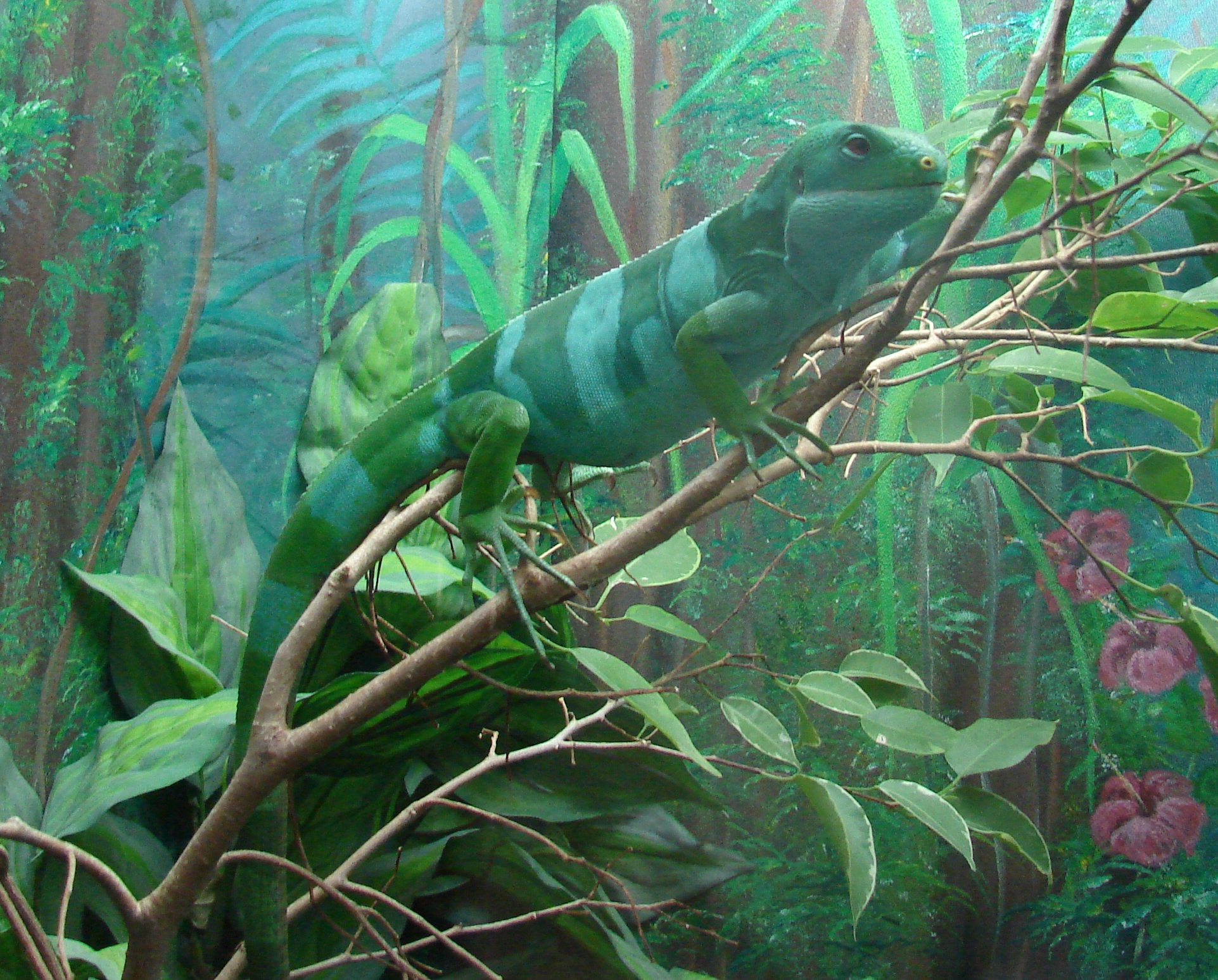
Iguana la grădina zoologică din San Antonio
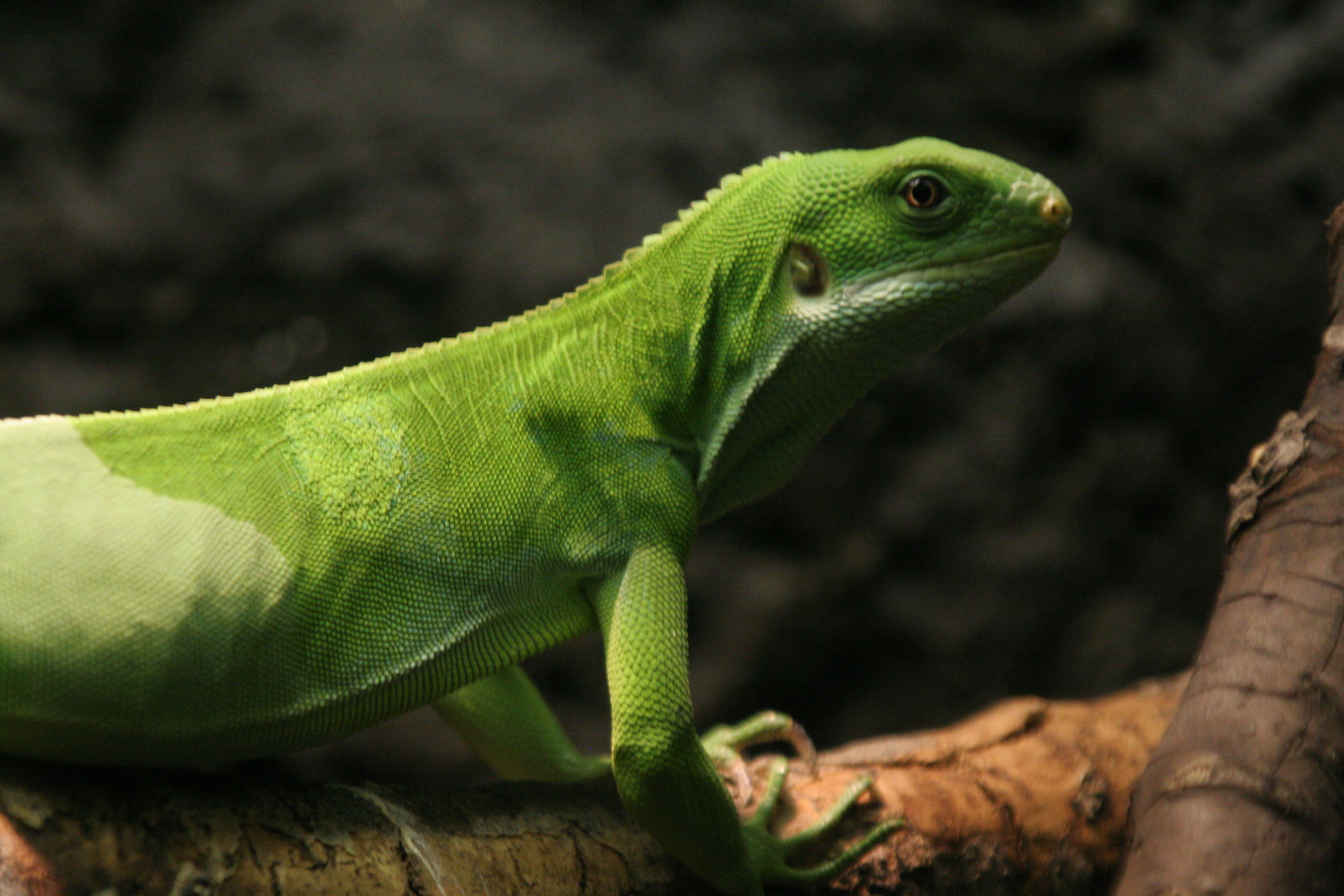
Iguana la grădina zoologică din St Louis
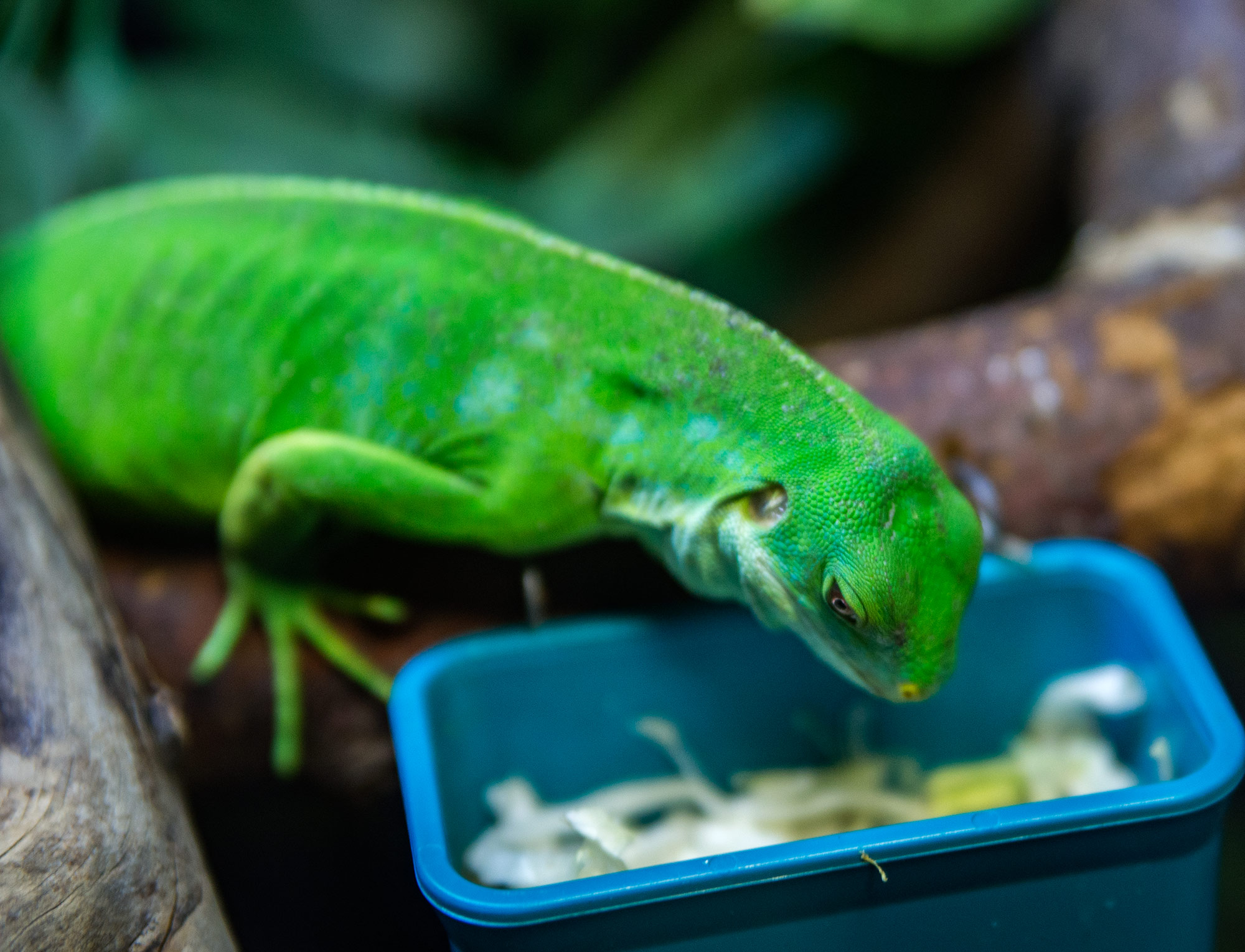
Iguana cu bandă la grădina zoologică din Moscova